# Colnect
La Comunitat del Club de Col·leccionistes Colnect, és un lloc web que conté catàlegs de col·leccions. Es permet als col·leccionistes que puguin manejar les seves pròpies col·leccions utilitzant els catàlegs de la mateixa web per a, de manera automàtica, tenir les seves llistes d'objectes desitjats i/o d'intercanvi, aconseguint així fer canvis per altres objectes amb altres col·leccionistes de la web.

## Història
Colnect va ser fundat el 2002 com Islands Phonecards Database amb l'objectiu de crear un catàleg de totes les targetes telefòniques del món. Des de la tardor de 2008, a més de targetes telefòniques, s'hi van incorporar els segells i les monedes. Fins al moment, s'hi poden trobar fins a 45 tipus d'articles col·leccionables. Heus aquí un resum:
| Col·lecció                     | Afegit el     | Nombre d'articles | Enllaç al catàleg                         |
| ------------------------------ | ------------- | ----------------- | ----------------------------------------- |
| Targetes Telefòniques          | Abril 2002    | 858.400           | Catàleg de targetes telefòniques          |
| Segells                        | Setembre 2008 | 1.342.308         | Catàleg de segells                        |
| Monedes                        | Setembre 2008 | 188.778           | Catàleg de monedes                        |
| Bitllets                       | Maig 2009     | 147.690           | Catàleg de bitllets                       |
| Taps d'ampolla                 | Maig 2009     | 60.670            | Catàleg de taps d'ampolla                 |
| Bosses de te                   | Agost 2009    | 155.286           | Catàleg de bosses de te                   |
| Targetes bancàries             | Novembre 2009 | 66.942            | Catàleg de targetes bancàries             |
| Tiquets de transport           | Novembre 2009 | 96.846            | Catàleg de tiquets de transport           |
| Targetes magnètiques d'Hotel   | Novembre 2009 | 137.259           | Catàleg de targetes magnètiques d'hotel   |
| Postals                        | Desembre 2009 | 347.958           | Catàleg de postals                        |
| Targetes regal                 | Juny 2010     | 282.545           | Catàleg de targetes regal                 |
| Targetes de Casino             | Juny 2010     | 3.297             | Catàleg de targetes de casino             |
| Rodals / Sotagots              | Gener 2011    | 156.432           | Catàleg de rodals de cervesa              |
| Sobres de sucre                | Juny 2012     | 131.506           | Catàleg de sobres de sucre                |
| Fitxes                         | Juny 2012     | 60.912            | Catàleg de fitxes                         |
| Joc de cartes col·leccionables | Juliol 2012   | 245.604           | Catàleg de joc de cartes col·leccionables |
| Cromos adhesius                | Juliol 2012   | 142.476           | Catàleg de cromos adhesius                |
| Calendaris de butxaca          | Juliol 2012   | 141.854           | Catàleg de calendaris de butxaca          |
| Conjunts de LEGO               | Agost 2012    | 23.956            | Catàleg de conjunts de LEGO               |
| Videojocs                      | Desembre 2012 | 185.017           | Catàleg de videojocs                      |
| Targetes multifunció           | Gener 2013    | 68.152            | Catàleg de targetes multifunció           |
| Etiquetes de beguda            | Gener 2013    | 28.056            | Catàleg d'etiquetes de beguda             |
| Bitllets de loteria            | Gener 2013    | 50.956            | Catàleg de bitllets de loteria            |
| Medalles                       | Març 2013     | 32.731            | Catàleg de medalles                       |
| Etiquetes de te                | Abril 2013    | 29.034            | Catàleg d'etiquetes de te                 |
| Discos de música               | Juliol 2022   | 10.985.785        | Catàleg de discos de música               |
| Còmics                         | -             | 43.037            | Catàleg de còmics                         |
| Entrades                       | -             | 18.563            | Catàleg d'entrades                        |

(Ultima actualització: 20 de setembre de 2023)

## Característiques
Els catàlegs de col·leccionables de Colnect són creats pels mateixos col·leccionistes que utilitzen el lloc. Els nous elements són afegits pels contribuents i verificats per editors voluntaris. Tot i que qualsevol col·leccionista pot afegir els seus comentaris sobre un article dels catàlegs, els canvis reals es duen a terme només per editors de confiança.
Des de l'apartat del fòrum es pot demanar crear catàlegs de nous productes col·leccionables, sempre que hi hagi un mínim d'articles i de col·leccionistes interessats en aquests.
Tots els usuaris poden veure la informació del catàleg (les dates d'emissió, les tirades d'impressió, imatges, ...). Els usuaris registrats poden manejar la seva col·lecció personal, marcant cada element com a pertanyent a la seva col·lecció, per intercanviar o marcant com a producte desitjat. Aquests usuaris poden comparar automàticament la llista d'intercanvi amb la llista de desitjos d'un altre usuari i viceversa.
Els usuaris poden adquirir una afiliació amb característiques premium, com per exemple veure la web sense anuncis o descarregar qualsevol llista amb objectes col·leccionables i obrir-la com a full de càlcul. Els col·laboradors poden arribar a obtenir-la de franc, donant suport i ajuda a la web.
Colnect ofereix un mercat de col·leccionisme. Està disponible públicament des del 27 de desembre de 2017. Les vendes al mercat estan connectades als catàlegs centralitzats. Els venedors poden publicar articles a la venda directament des del catàleg i els compradors poden veure informació sobre un objecte de col·lecció a la pàgina de l'article.
Colnect també ofereix la possibilitat de buscar objectes col·leccionables desconeguts per un usuari mitjançant la càrrega d'una fotografia d'aquest, donant el sistema una resposta amb l'article del catàleg.

## Estadístiques
El lloc informa que atén a més de 13.000 col·leccionistes de 151 països. Centenars d'ells ajuden a la pàgina de forma voluntària, inclosos els traductors que ja han traduït Colnect a 53 idiomes.
El catàleg Colnect de targetes telefòniques és el més gran del món.

## Reconeixements
El 25 abril de 2009 Colnect va ser proclamat guanyador del concurs europeu Startup 2.0 celebrat a Bilbao, per a projectes innovadors Web 2.0, d'entre prop de 200 empreses participants i 11 finalistes.
El 31 desembre de 2009 Colnect va ser un competidor de primer ordre al concurs Peer Awards TechAviv per empreses de nova creació. Va perdre als últims 5 minuts per un sol vot de diferència.